# Medicamento falsificado

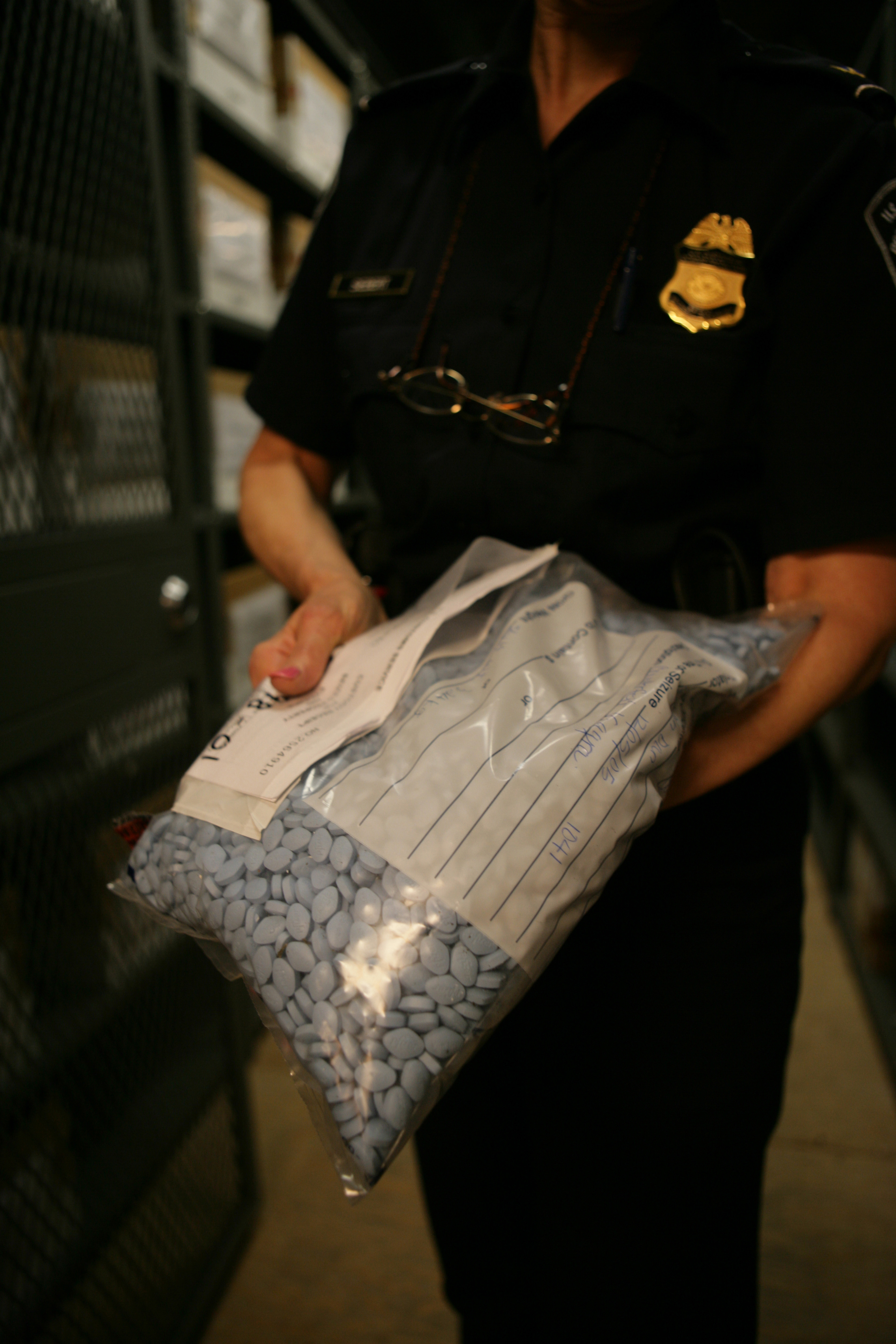
Un oficial de CBP muestra una gran bolsa de medicamentos falsificados.

La OMS define medicamento falsificado como “un producto etiquetado indebidamente de manera deliberada y fraudulenta en lo que respecta a su identidad y/o fuente”. La falsificación de medicamentos puede afectar tanto a productos de marca como a genéricos, y puede tratarse de productos elaborados con los ingredientes correctos o incorrectos (pudiendo incluso llegar a sustituirse por sustancias tóxicas), con principios activos en cantidad insuficiente o sin ellos, o con envases falsificados.

## Legislación
La falsificación de medicamentos prospera en países donde la legislación que regula estas actividades es débil y existe una carencia de medios y medidas para combatirlas, especialmente en la Región de África. No obstante, se trata de una problema en auge —debido al gran beneficio económico que supone— que amenaza la Salud Pública a nivel mundial, por lo que ya se han desarrollado medidas específicas en la mayoría de los países. La OMS creó en febrero del 2006 el Grupo de Trabajo Internacional contra la Falsificación de Medicamentos («IMPACT»), con objeto de elaborar los Principios y Elementos para la Legislación Nacional contra los Medicamentos Falsificados, organismo donde la Unión Europea ha participado activamente.

### Unión Europea
Actualmente, está en vigor la Directiva 2012/62/UE por la que se modifica la Directiva 2001/83/CE, documento donde se establece un código comunitario acerca de medicamentos falsificados en la cadena legal de distribución, punto clave a proteger mediante herramientas que eviten la falsificación de medicamentos, que se centran principalmente en Internet. Próximamente, se definirán las características de los dispositivos de seguridad obligatorios en los medicamentos con riesgo de ser falsificados, para permitir la identificación individual de cada envase.
Además, y con objeto de prevenir y combatir las falsificaciones de medicamentos, el Consejo de Europa organizó la Convención Medicrime, por la cual se endurece la penalización de estos actos y se pasan a considerar delito penal los procesos de fabricación, suministro y falsificación de documentos relativos a este tipo de productos, así como la tentativa y colaboración y otros delitos relacionados.

### España
Cabe destacar que en España no han sido observados casos de falsificación de medicamentos en el canal legal de distribución, pero en los últimos años sí se ha detectado un incremento de su presencia en el canal ilegal. En la actualidad, se regula por la Ley 10/2013, de 24 de julio que modifica la Ley 26/2006, de 26 de julio en la disposición en materia de medicamentos falsificados, que se adapta a la legislación europea.
El proyecto “Estrategia frente a Medicamentos Falsificados 2012-2015”, a cargo de la AEMPS, refuerza y consolida las medidas de control existentes con el fin de evitar la entrada o la salida de medicamentos falsificados del territorio español (procediendo dado el caso a su inmediata retirada), así como su distribución en el canal farmacéutico y su venta ilegal en línea o a través de otras vías de venta indirecta.

## Venta en línea
En España, el Real decreto 870/2013 regula la venta en línea de medicamentos, por el cual sólo está permitida la venta a distancia para aquellos medicamentos de uso humano sin receta médica (Especialidades Farmacéuticas Publicitarias o EFP). La Directiva Europea 2011/62/UE ha introducido un logotipo obligatorio que se colocará en los sitios web de las farmacias en línea autorizadas. Este logotipo permite a los pacientes y consumidores identificar las farmacias en línea autorizadas. Las farmacias tendrán que estar registradas en un Estado miembro para obtener el logotipo.
La Agencia Europea de Medicamentos (EMA), junto con los Estados miembros, informará al público de este nuevo logotipo y las listas oficiales de las farmacias autorizadas.
La Directiva entró en vigor el 21 de julio de 2011. Los Estados miembros han comenzado a aplicar tales medidas en enero de 2013.

## Estrategias de lucha contra la falsificación
Son múltiples los puntos críticos sobre los que efectuar controles frente a la falsificación, pero la atención se centra especialmente en procesos como el etiquetado y la distribución.
El Sistema de Incidentes de Falsificación (CIS) de PSI (Pharmaceutical Security Institute) es un organismo creado para registrar incidentes de falsificación, robo y desvío ilegal de productos farmacéuticos en todo el mundo. Los incidentes del CIS provienen de varias fuentes, incluyendo informes de prensa, envío de reportes por parte de las compañías miembro del PSI y la asociación del sector público-privado.
A su vez, también existen sistemas específicos de control, como se describen a continuación.

### Operaciones de protección de la industria farmacéutica frente a la falsificación de medicamentos
- Granulación: colores, sabores.
- Compresión: forma, grabado, bicapas.
- Recubrimiento: colores aperlados, sabores, identificadores físico-químicos...
- Impresión: logos, códigos de barras, identificadores físico-químicos.

### Dispositivos de control

#### Track and Trace
Track: capacidad de conocer la ubicación de un producto en todas las fases de un proceso. 
Dispositivos de seguridad de ESM (A Medicines Verification System for Europe):
- Número de identificación único (SNI o GTIN): permite identificar un producto como único. Puede incorporar información como código del producto, número de identificación único, número de lote, caducidad, etc.
- Matriz de datos bidimensional (Data Matrix): matriz de puntos o cuadrados yuxtapuestos, que incluyen una gran cantidad de información: código del producto, número de lote, fecha de caducidad, número de serie, etc.

Trace: capacidad de conocer todos los eventos que se producen en el proceso: ubicación, tiempo en cada ubicación, historial de transacciones, condiciones de almacenamiento.

#### Serialización
Se trata de incluir un número de serie único para cada unidad o elemento de producción que permite la trazabilidad a lo largo del proceso.

#### ePedigree
El ePedigree es un registro electrónico que contiene información de todos los eventos que se producen desde la producción al destinatario final, lo que garantiza la trazabilidad del producto (aplicado en EE. UU.). Incluye cinco tipos de información:
1. Información del producto: nombre, códigos nacionales o internacionales del producto, fabricante, forma del producto, etc.
2. Información del artículo: lote, fecha de producción, fecha de caducidad, número de serie, etc.
3. Información acerca de las partes de transacción: nombre, detalles, etc.
4. Especificaciones de la operación: compra, venta, etc.
5. Las aprobaciones pertinentes: firma electrónica, permisos, etc.